# 紹爾茨人
紹爾茨人是居住在克羅埃西亞東部及塞爾維亞北部，匈牙利東南部的一支南部斯拉夫人。塞爾維亞雖然承認紹爾茨人為一單獨民族，但在其他國家，紹爾茨人被認為屬於克羅埃西亞人。他們的文化在許多地方都和克羅埃西亞人有所不同。紹爾茨人的起源地被認為是克羅埃西亞的斯拉沃尼亞和斯雷姆地區。大多數紹爾茨人信仰天主教。